# 栃木県立鹿沼商工高等学校
栃木県立鹿沼商工高等学校（とちぎけんりつかぬましょうこうこうとうがっこう）は、栃木県鹿沼市花岡町にある県立の実業高等学校。

## 概要
歴史
1909年（明治42年）創立の旧制・農林学校（実業学校）を前身とする。1922年（大正11年）に商業科を設置し「農商学校」となる。1948年（昭和23年）の学制改革により、新制高等学校「栃木県鹿沼農商高等学校」となる。1972年（昭和47年）に農業科が栃木県立鹿沼農業高等学校として分離したため、現校名の「栃木県立鹿沼商工高等学校」となる。2009年（平成21年）に創立100周年を迎えた。
設置課程・学科
全日制課程 2学科 
- 情報科学科　※工業に関する学科
- 商業科

定時制課程 1学科
- 商業科（募集停止）
- 普通科（令和2年度入学生より夕夜間普通科に転換。）

校訓
「自主創造、和親協力、誠実勤敏」
校章
中央に「高」の文字を置いている。創立100周年を迎えた2009年（平成21年）にデザインが一新された。
校歌
作詞は宗左近による。
全国的にも珍しい、男女で分かれるパートの歌詞があり、1984年（昭和59年）にはNHKテレビが取材に訪れ、全国放送で紹介された事がある。
同窓会
「華陵会」と称している。

## 沿革
源流
- 1903年（明治36年）5月 - 「私立上都賀学館」に発祥。

旧制・農商学校時代
- 1909年（明治42年）4月 - 「上都賀郡立農林学校」として開校。
- 1921年（大正10年）4月 - 「栃木県立実業学校」として設立が許可される。農業科を設置。（創立記念日は4月12日となる）
- 1922年（大正11年）
  - 4月 - 商業科を併置し、定員を300名とする。
  - 11月 - 「栃木県立鹿沼農商学校」と改称。
- 1925年（大正14年）4月 - 商業科を5年制（現在の中1から高2に相当）、定員を400名とする。
- 1928年（昭和3年）4月 - 商業科を廃止。
- 1929年（昭和4年）4月 - 商業科が復活。
- 1941年（昭和16年）4月 - 農商両科共に2学級増設し、定員を800名とする。
- 1943年（昭和18年）4月 - 中等学校令の施行により、この時の入学生から修業年限を4年（現在の中1から高1に相当）とする。
- 1944年（昭和19年）4月 - 教育ニ関スル戦時非常措置方策により、商業科を本科農業科・林業科に転換。従来の農業科を第2本科農業科と改称。
- 1946年（昭和21年）4月 - 商業科が復活し、修業年限が5年に戻る。
- 1947年（昭和22年）4月 - 学制改革（六・三制の実施）が行われる。
  - 農業学校（旧制）としての生徒募集を停止。
  - 新制中学校を併設（名称:栃木県立鹿沼農商学校併設中学校、以下・併設中学校）し、農商学校1・2年修了者を新制中学校2・3年生として収容。
  - 併設中学校は経過措置としてあくまで暫定的に設置されたもので、新たに生徒募集は行われず、在校生が2・3年生のみの中学校であった。
  - 農商学校3・4年修了者はそのまま農商学校4・5年生として在籍（ただし4年修了時点で卒業することもできた）。

旧・農商高等学校時代
- 1948年（昭和23年）4月 - 学制改革により鹿沼農商学校（旧制）が廃止され、新制高等学校「栃木県鹿沼農商高等学校」が発足。
  - 全日制（農業科・商業科）・定時制（農業科・商業科）を設置。
  - 農商学校卒業者（5年修了者）を新制高校3年生、農商学校4年修了者を新制高校2年生、併設中学校卒業者（3年修了者）を新制高校1年生として収容。
  - 併設中学校を継承し、在校生が1946年（昭和21年）に農商学校へ最後に入学した3年生のみとなる。
- 1949年（昭和24年）
  - 3月31日 - 併設中学校を廃止。
  - 4月1日 - 定時制（夜間部）商業課程を設置。定時制豊岡分校を設置。
- 1950年（昭和25年）4月1日 - 全日制木材工芸課程を設置。定時制南押原分校と定時制落合分校を設置。
- 1951年（昭和26年）4月1日 - 「栃木県立鹿沼農商高等学校」（現校名）に改称。全日制木材工芸・林業の両学科を統合し木工科とする。
- 1953年（昭和28年）4月1日 - 林工科を木材工芸科及び林業科に再分離。定時制粟野分校（農業科・農村家庭科・商業科）を設置。
- 1954年（昭和29年）4月1日 - 定時制南押原分校（商業科）を設置。
- 1957年（昭和32年）
  - 10月 - 本館改築が完成。
  - 12月 - 校舎大増改築創立50周年記念式典を挙行。
- 1958年（昭和33年）4月1日 - 全日制商業科を1学級増設し、男女150名を募集。
- 1959年（昭和34年）4月1日 - 定時制粟野分校を全日制分校に転換。
- 1960年（昭和35年）
  - 4月1日 - 木材工芸科の募集定員20名を男女30名に改定。
  - 9月 - 南押原分校を鹿沼市磯町368番地に移転。
- 1962年（昭和37年）4月1日
  - 全日制家庭科を新設し50名を募集。
  - 木材工芸科35名募集・林業科40名募集に改定。
  - 全日制粟野分校農業科の募集を停止し商業科、家庭科をそれぞれ40名募集に改定。
  - 定時制落合分校と定時制豊岡分校を中心に統廃合し、農村家庭科を家庭科に改定。
- 1936年（昭和38年）4月1日 - 全日制商業科200名を募集。木材工芸科を「工芸科」、家庭科を「家政科」に改称。農業科を100名増募。
- 1966年（昭和41年）
  - 4月1日 - 全日制粟野分校の商業科1学級増設し、男女100名を募集。
  - 11月 - 創立60周年体育館兼講堂落成記念式典を挙行。
- 1967年（昭和42年）4月1日 - 全日制粟野分校が分離し栃木県立粟野高等学校として独立。
- 1970年（昭和45年）8月 - 鹿沼市みなみ町において分離農業高校起工式これより新設工事着工。

商工高等学校
- 1972年（昭和47年）4月1日 - 農業科の分離により、「栃木県立鹿沼商工高等学校」に改称。
  - 全日制課程2学科（工芸科・商業科）、定時制課程1学科（商業科）を設置。
  - 農業科は「栃木県立鹿沼農業高等学校」として独立。
- 1973年（昭和48年）4月 - 校歌と校旗を制定。工芸科を「インテリア科」と改称。
- 1982年（昭和57年）3月31日 - 南押原分校を廃止。
- 1988年（昭和63年）4月1日 - インテリア科の募集を停止し、「情報科学科」を新設。
- 1989年（平成元年）11月 - 創立80周年を記念して前庭・中庭が造成される。
- 1995年（平成7年）4月1日 - 国際経済科を新設。
- 2002年（平成14年）3月 - 第2体育館が完成。
- 2008年（平成20年）3月 - 国際経済科の募集を停止。
- 2009年（平成21年）11月 - 創立100周年記念式典を挙行。
- 2010年（平成22年）3月31日 - 国際経済科を廃止。

## 部活動
全日制課程
運動部
- 陸上競技部
- 野球部 - 鹿沼農商時代、夏の甲子園大会に2度出場した（1965年〈第47回〉・1967年〈第49回〉）
- ソフトテニス部
- 弓道部 - 全国高校総体で1980年（昭和55年）に女子団体が優勝した。
- 柔道部
- 剣道部
- 卓球部
- バスケットボール部
- ハンドボール部
- バレーボール部
- バドミントン部
- 空手道部
- 応援部
- ダンス部 -『夏の日本高校ダンス部選手権』全国大会において、2008年（平成20年）優秀賞と優秀な成績をおさめている。

文化部
- 吹奏楽部
- 日本音楽部
- 茶道部
- 華道部
- アニメ部
- 販売促進活動部
- 商業部
- 科学技術研究部
- 写真部
- マルチメディア部

定時制課程
運動部
- バスケットボール部
- バドミントン部
- 卓球部
- 陸上競技部

文化部
- ワープロ・ブックキーピング部　　
- 書道・イラスト部

## 著名な出身者
- 飯塚毅 - TKC創業者・元社長、TKC全国会名誉会長、日本会計研究学会太田賞

プロ野球選手
- 斎藤芳明
- 五月女豊
- 中新井明
- 小倉恒

## 交通
最寄りの鉄道駅
- 東武鉄道 日光線 「新鹿沼駅」

最寄りのバス停
- 関東自動車 「鹿沼商工入口」バス停

最寄りの国道・県道
- 国道293号

## 周辺
- 栃木県立鹿沼高等学校